# Chant diphonique
 (novembre 2012).
Si vous disposez d'ouvrages ou d'articles de référence ou si vous connaissez des sites web de qualité traitant du thème abordé ici, merci de compléter l'article en donnant les références utiles à sa vérifiabilité et en les liant à la section « Notes et références ».

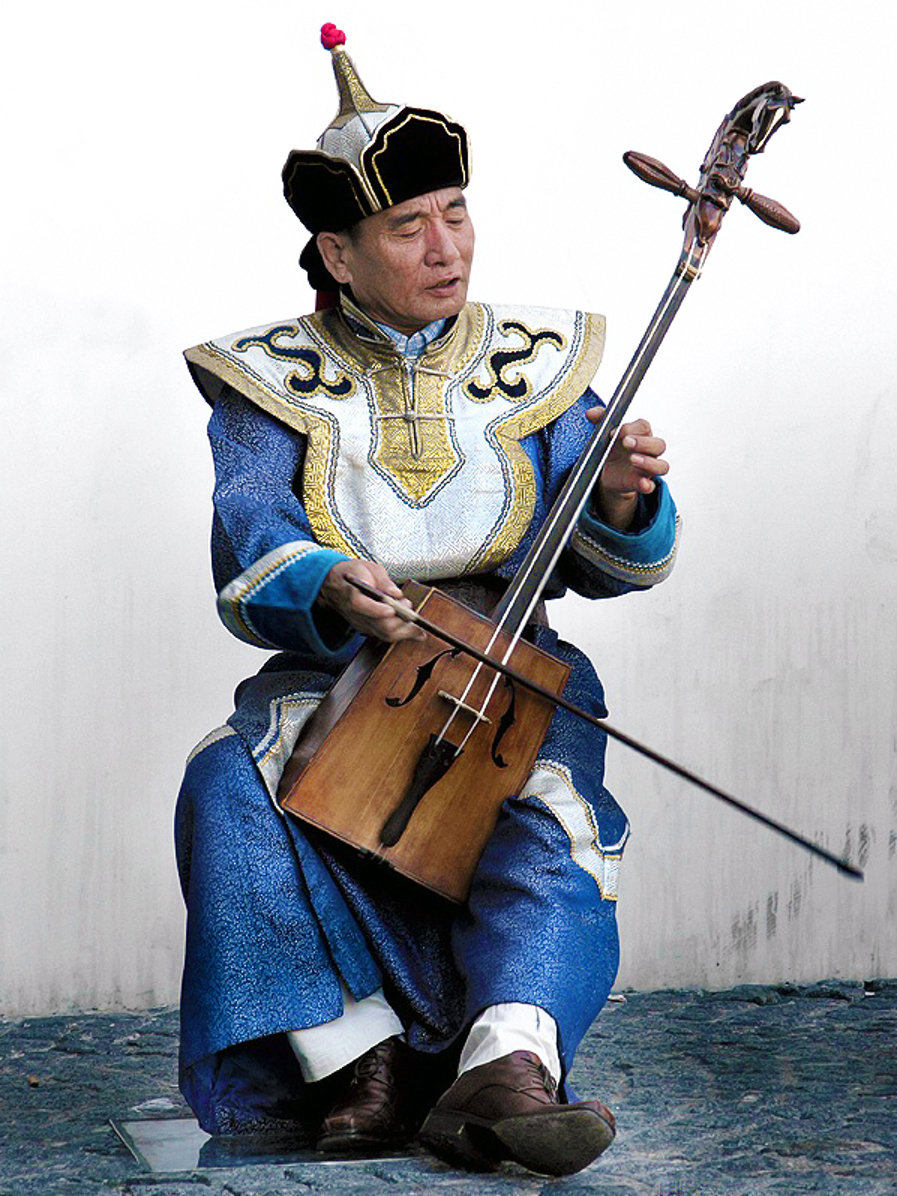
Musicien d'un ensemble de chant diphonique de Mongolie, jouant un morin khuur près du Centre Georges Pompidou en 2005.

Le chant diphonique est une technique vocale permettant à une personne de produire un timbre vocal caractérisé par deux notes de fréquences différentes. La première voix, attribuée au son fondamental de notre timbre, est soutenue par les cordes vocales. Simultanément, un son plus aigu – la deuxième "voix” – est amplifié par les cavités de résonance (pharynx, bouche…). Cette seconde "voix" est responsable de la mélodie diphonique. Les fréquences harmoniques produites lors du chant diphonique sont des multiples exactes de la fréquence fondamentale de la voix.
Ce type de chant est pratiqué depuis longtemps dans diverses musiques traditionnelles du monde, plus particulièrement en Haute-Asie (chez les Mongols, Touvains, Khakasses, Bachkirs, Altaïens, Mongols du Tibet notamment, voir Khöömei), et de manière plus discrète parmi les Sardes d'Italie, les Rajasthanis d'Inde et les Xhosa d’Afrique du Sud.

## Variétés du chant diphonique

### Touvain
En Asie, chez les Touvains, il existe quatre techniques principales avec bourdon du plus grave au plus aigu selon les styles kargyraa, borbannadyr, ezengileer et sygyt :
- dans le style kargyraa le fondamental a un timbre spécial (cor de chasse) avec une fréquence variant entre 55 Hz (la 0) et 65 Hz (do 1) ; les harmoniques se promènent entre H6, H7, H8, H9, H10 et H12. Chaque harmonique correspond à une voyelle déterminée ;
- le fondamental dans le style borbannadyr (autour de 110 Hz) reste fixe, et a un timbre plus doux que celui du kargyraa. Le chanteur peut produire deux formants harmoniques au-dessus du fondamental. La parenté technique entre kargyraa et borbannadyr permet au chanteur d’alterner les deux styles dans la même pièce musicale ;
- le style sygyt possède un fondamental plus aigu (entre 165 Hz-mi2 et 220 Hz-la2) selon les chanteurs. La mélodie harmonique utilise les harmoniques H9, H10 et H12 (maximum jusqu’à 2 640 Hz) ;
- le style ezengileer est une variante de sygyt, caractérisé par un rythme dynamique particulier, venant de l’appui périodique des pieds du cavalier sur les étriers.

Les types de chant diphonique des Touvains sont fondés sur les mêmes principes d’émission sonore que ceux de la guimbarde. La mélodie est créée par les harmoniques d’un fondamental, engendrés par le résonateur d’Helmholtz que constitue la cavité buccale humaine dont on modifie les dimensions. Pour la guimbarde, c’est la lame vibrante qui attaque le résonateur. Pour le chant diphonique, ce sont les cordes vocales qui seront ajustées sur des hauteurs différentes, ce qui crée plusieurs fondamentaux, donc plusieurs séries d’harmoniques.
D’autres techniques secondaires ou moins connues ont été « retrouvées », à savoir sigit moyen, kargiraa de steppe ou kargyraa de montagne, stil oidupa (inspiré du kargyraa et appelé d’après le nom du créateur, est considéré comme le premier style urbain).

### Mongols
Chez les Mongols, il existe six techniques différentes de chant diphonique ou khöömei ((хөөмий) : khamryn khöömii (Хамрын хөөмий, khöömii nasal), bagalzuuryn khöömii (Багалзуурын хөөмий, khöömii pharyngé), tseejin khöndii khöömii (цээжин хөндий хөөмий, khöömii de la cavité thoracique), khevliin khöömii (хэвлийн хөндий, khöömii abdominal), khargiraa khöömii (khöömii narratif avec un fondamental très grave) et isgerex (la voix de flûte dentale). Les chanteurs D. Sundui et Tserendavaa sont reconnus.

### Khakasses
Chez les Khakasses est utilisé le style xaj. Avant la domination russe, les Khakashs avaient des styles de chant diphonique proches de ceux pratiqués par les Touvains, à savoir sygyrtyp (comme le sygyt), kuveder ou kylenge (comme le ezengileer) et kargirar (comme le kargyraa).

### Altaïens
Chez les Altaïens on trouve un style semblable kaj pour accompagner les chants épiques en plus des styles kiomioi, karkira et sibiski (respectivement ezengileer, kargyraa, sygyt).

### Bachkirs
Chez les Bachkirs il y a le style uzlau proche du ezengileer.

### Tibétains
Chez les Tibétains des monastères Gyuto et Gyüme, le chant des tantras et des mantras use du chant de gorge. Leur tradition remonte à un groupe de maîtres indiens, le plus connu étant le yogin Padmasambhava, qui visitèrent le Tibet au VIIIe siècle et, plus récemment, au fondateur de l’un des quatre courants du bouddhisme tibétain, Tsongkhapa (1357-1419) qui aurait introduit le chant diphonique et le style de méditation. Il tenait, dit on, ce type de chant de sa divinité protectrice, Maha Bhairava qui, bien qu’étant une incarnation du Bodhisattva de la compassion (Avalokiteśvara) possédait un esprit terrifiant. Le visage central de Maha Bhairava est celui d’un buffle en colère. Aujourd’hui encore, les maîtres de cette école aiment comparer leur chant au beuglement d’un taureau.
Il existe plusieurs manières de réciter les prières : la récitation dans un registre grave avec vitesse modérée ou rapide sur des textes sacrés, les chants avec trois styles (ta chanté avec des mots clairement prononcés sur une échelle pentatonique ; gur avec un tempo lent utilisé dans les cérémonies principales et au cours des processions ; yang avec une voix extrêmement grave sur des voyelles produisant l’effet harmonique pour communiquer avec les Dieux). Les moines tibétains du monastère Gyüto sortent un bourdon extrêmement grave et un harmonique H10 correspondant à la tierce majeure au-dessus de la 3e octave du bourdon, tandis que les moines du monastère Gyüme produisent un bourdon grave et un harmonique 12 équivalant la quinte au-dessus de la 3e octave du bourdon. On dit que le chant des moines Gyutö correspond à l’élément Feu et celui des moines Gyüme exprime l’élément Eau. Ces moines obtiennent cet effet harmonique en chantant la voyelle O avec la bouche allongée et les lèvres arrondies.

### Inuits
Chez les Inuits on trouve le chant de gorge inuit.

### Bunun(Taiwan)
À Formose (Taïwan), les Bunun, une des minorités ethniques, chantent les voyelles dans une voix très tendue et font sortir quelques harmoniques dans un chant à l’occasion de la récolte des millets (pasi but but).

### Indiens
En Inde, un Rajasthanais, enregistré en 1967, est arrivé à utiliser la technique du chant diphonique proche du style sygyt pour imiter la guimbarde et la flûte double satârâ. Cet enregistrement unique représente la seule trace de l’existence du phénomène du chant diphonique au Rajasthan.

### Sud africain
En Afrique du Sud, les Xhosa pratiquent le chant diphonique (découvert en 1983), surtout les femmes. Cette technique s’appelle umngqokolo ngomqangi imitant l’arc musical umrhube. Ngomqangi est le nom d'un coléoptère. Selon une chanteuse, cette technique à double voix simultanée est inspirée du bruit du coléoptère placé devant la bouche utilisé comme bourdon en modulant la cavité buccale pour varier les harmoniques produits.
Il faut faire la distinction entre le chant diphonique (chant créant une mélodie d’harmoniques) et le chant à résonance harmonique (chant accompagné par moments par des effets harmoniques).

### Voyelle résonantiel
Dans certains types de chants, l’émission des voyelles est très résonantiel, ce qui permet aux chanteurs de créer un deuxième formant non intentionnel (le chant bouddhique japonais shōmyō, certains chants polyphoniques d’Europe de l’Est), ou intentionnel (le phénomène quintina — la 5e voix virtuelle, résultant de la fusion des 4 voix produites ensemble — des chants sacrés sardes).

### Italien
En Italie, en Sardaigne, dans la région de la Barbagia, il existe deux styles de chant polyphonique. Le cuncordu est une forme de musique sacrée et emploie des voix normales. En revanche, le a tenore est une musique profane qui a des caractéristiques de chant diphonique. Le canto a tenore est pratiqué par un groupe de quatre chanteurs dont chacun a un rôle distinct.

## Aspect acoustique
Plusieurs techniques de chant diphonique existent, telles le kargyraa. Le Kargyraa, ou khöömii profond, est un chant subharmonique. Il s’agit d’une technique vocale de Mongolie qui produit des sons graves et profonds similaires à ceux d’un didgeridoo ou d’un instrument à cordes basses. Le kargyraa, est une technique de chant qui produit une impression de hauteur d’une octave en dessous de la voix modale. Cela est réalisé en faisant vibrer simultanément les cordes vocales (plis vocaux) et les fausses cordes vocales (ou bandes ventriculaires).
Cette voix se caractérise par l’émission conjointe de deux sons, l’un dit « son fondamental » ou bourdon, qui est tenu à la même hauteur tout le temps d’une expiration, pendant que l’autre, plus aigu, dit « son harmonique » (qui est l’un des harmoniques naturels du son fondamental constituée d’un formant qui se déplace dans le spectre pour donner une certaine mélodie) varie au gré du chanteur. Ce son harmonique a un timbre proche à celui de la flûte (voix flûtée) ou à celui de la guimbarde (voix guimbarde).
La mise en évidence du bourdon est relativement facile, grâce aux sonagrammes. Le chant classique se caractérise par un doublement de l’écartement des raies harmoniques lorsque le chant passe à l’octave. Le chant diphonique présente un écartement égal des raies (ceci est prévisible puisque le bourdon demeure constant) pendant le passage d’une octave où l’on voit le déplacement du formant. En effet, on peut mesurer avec facilité la distance entre les raies pour chaque son émis ; dans ce cas, la perception de la mélodie du chant diphonique se fait par le biais du déplacement du formant dans le spectre sonore. Ceci n’est vraiment possible que si le formant se concentre dans l’aigu. L’énergie sonore est principalement divisée entre le bourdon et la deuxième voix constituée de deux harmoniques, au plus trois harmoniques.
Il a été parfois dit qu’une troisième voix pouvait être produite avec les techniques touvaines, mais il est impossible d’affirmer que la troisième voix est contrôlée. On peut établir un parallèle entre chant diphonique et guimbarde. La guimbarde produit comme le chant diphonique plusieurs « voix » différentes : le bourdon, le chant et le contre chant. Cette troisième voix ressemble à un contre chant, peut être délibéré, mais sans doute non contrôlé.

### Champ de liberté
Du point de vue du champ de liberté (désignant l’étendue des performances et comprenant le champ des formes musicales en intensité, en hauteur, en timbre), le chant diphonique équivaut au chant normal sauf en ce qui concerne l’ambitus. Le temps d’exécution dépend évidemment de la cage thoracique du chanteur et de sa respiration, mais également de l’intensité sonore en rapport avec le débit d’air.
Le champ de liberté concernant l’intensité est par contre relativement restreint et le niveau des harmoniques est lié au niveau du bourdon. Le chanteur a intérêt à garder un bourdon d’intensité suffisante afin de faire émerger un maximum d’harmoniques. Les harmoniques sont d’autant plus claires que le formant est étroit et intense.
Il est admis que pour une tonalité judicieuse (en fonction de l’exécutant et de la pièce musicale à interpréter), un chanteur peut moduler ou choisir entre les harmoniques 3 et 13. L’ambitus est fonction de la tonalité. Si la tonalité est en do2, la réalisation se fait sur 14 harmoniques du 6e au 20e, ceci représentant une octave et une sixte. Si la tonalité est élevée, par exemple do3, le choix se fait entre les harmoniques 3 et 10 soit 8 harmoniques, représentant également une octave et une sixte.
L’ambitus du chant diphonique est plus restreint que celui du chant normal. Si en théorie le chanteur choisit la tonalité qu’il veut entre do2 et do3, en pratique, il réalise instinctivement un compromis entre la clarté de la deuxième voix et l’ambitus de son chant. Si la tonalité est élevée, par exemple, do3, le choix des harmoniques se trouve restreint, mais la deuxième voix est alors très claire. Dans le cas d’une tonalité en do2, la deuxième voix est plus confuse, alors que l’ambitus atteint son maximum. La clarté des sons peut s’expliquer par le fait que dans le premier cas, le chanteur ne peut sélectionner qu’un harmonique, alors que dans le deuxième cas il peut en sélectionner presque deux. Pour la question de l’ambitus, la mise en action des résonateurs buccaux est indépendante de la tonalité des sons émis par les cordes vocales ; le chanteur sélectionne toujours les harmoniques dans la même zone du spectre que ceux-ci soient écartés ou resserrés.
Le chanteur choisit la tonalité instinctivement pour avoir à la fois l’ambitus maximum et le maximum de clarté, le meilleur compromis se trouvant entre DO2 et le la2 : on peut ainsi produire avec les harmoniques à partir d’un son fondamental entre do2 et la2 une mélodie couvrant jusqu’à deux octaves.

### Perception de la hauteur des sons
La hauteur des sons tient plus de la psycho-acoustique que de la physique. Un sonogramme permet d’obtenir l’image du son étudié. Les manuels d’acoustiques disent que la hauteur des sons harmoniques, comportant un fondamental de fréquence F et une suite d’harmoniques F1,F2… multiples de F, est donnée par la fréquence du premier son fondamental. Ceci n’est pas tout à fait exact car il est possible de supprimer électroniquement ce fondamental sans pour cela changer la hauteur subjective du son perçu. Si cette théorie était exacte, une chaîne électro-acoustique ne reproduisant pas l’extrême grave changerait la hauteur des sons. Il n’en est rien car le timbre change mais pas la hauteur. Certains chercheurs proposent une autre théorie plus cohérente : la hauteur des sons est donnée par l’écartement des raies harmoniques ou la différence de fréquence entre deux raies harmoniques. Que devient la hauteur des sons dans ce cas pour les spectres sonores dit à « partiels » (les partiels sont les harmoniques qui ne sont pas des multiples entiers du fondamental) ? Dans ce cas, l’individu perçoit une moyenne de l’écartement des raies dans la zone qui l’intéresse.
On désigne par l’expression « spectre à formant » le renforcement en intensité d’un groupe d’harmoniques constituant un formant, c’est-à-dire une zone de fréquences où l’énergie est grande. En rapport avec l’existence de ce formant, une deuxième notion de la perception de hauteur se fait jour. On s’est en effet aperçu que la position du formant dans le spectre sonore donnait la perception d’une nouvelle hauteur. Dans ce cas, il s’agit de la position du formant dans le spectre. Cette théorie doit être nuancée, car des conditions s’imposent.
La disparition du formant ne change pas la hauteur des sons. La perception de la hauteur par la position du formant n’est possible que si celui-ci est très aigu, à savoir que l’énergie du formant n’est répartie que sur deux ou trois harmoniques. Si la densité d’énergie du formant est grande, et que le formant est étroit, celui-ci donnera une information de hauteur en plus de la tonalité globale du morceau chanté, ouvrant la possibilité technique du chant diphonique / diplophonique / biformantique.

### Mécanismes de production sonore
Un résonateur est une cavité pouvant résonner dans un domaine de fréquences. Le système excitateur – le pharynx et les cordes vocales – émet un spectre harmonique, et les résonateurs amplifient celui-ci. Un bon chanteur est capable de choisir ces fréquences : lorsqu’un chanteur porte la voix pour se faire entendre dans une grande salle il adapte ses résonateurs (volume de la cavité buccale, de la section de l’ouverture de la bouche et de la position des lèvres) pour émettre le maximum d’énergie.
Pour un chant diphonique, il faut "deux voix" : le bourdon, la première, provient du fait que celui-ci est intense à l’émission et qu'il ne subit pas le filtrage des résonateurs. Son intensité, supérieure à celle des harmoniques, lui permet de survivre grâce à un rayonnement buccal et nasal. En fermant la cavité nasale, le bourdon diminue en intensité : d’une part une source de rayonnement est fermée, et d’autre part le débit d’air est réduit de même que l’intensité sonore émise au niveau des cordes vocales.
L’intérêt d’avoir plusieurs cavités est primordial. Seul le couplage entre plusieurs cavités permet d’avoir un formant aigu tel que l’exige le chant diphonique. La tonalité du son monte si la bouche est grande ouverte. Pour mettre en évidence la formation d’un formant aigu, on a essayé de produire deux sortes de chant diphonique : l’un avec la langue au repos, la bouche devenant une grande et unique cavité, et l’autre avec la pointe de la langue remontant et touchant la voûte palatine, divisant ainsi la bouche en deux cavités. Dans le premier cas, les sons ne sont pas clairs. On entend très bien le bourdon mais la deuxième voix est difficile à entendre et la mélodie s’impose difficilement à l’écoute. Avec une cavité buccale unique, l’énergie du formant se disperse sur trois ou quatre harmoniques et la sensation de la deuxième voix devient beaucoup plus faible et l’effet diphonique disparaît. Par contre, quand la langue divise la bouche en deux cavités, le formant aigu et intense réapparaît.
Le chant diphonique nécessite un réseau de résonateurs sélectifs qui filtre uniquement les harmoniques désirés par le chanteur. Dans le cas d’un couplage serré entre les deux cavités, celles-ci donnent une résonance unique très aiguë. Si le couplage devient lâche, le formant a une intensité moins grande, et on étale l’énergie sonore dans le spectre. Si ces cavités se réduisent à une seule cavité, la courbe pointue devient encore plus ronde et on aboutit au premier exemple évoqué, consistant en un chant diphonique très flou (langue en position de « repos »).

## Réalisation du chant diphonique
On peut produire les deux sons simultanés grâce à trois méthodes distinctes :
- avec une cavité buccale : la langue peut être à plat, en position de repos, ou la base de la langue légèrement remontée sans jamais toucher la partie molle du palais. Seules la bouche et les lèvres bougent. Par cette variation de la cavité buccale en prononçant les deux voyelles ü et i liées sans interruption (comme si l’on disait « oui » en français), on perçoit une faible mélodie des harmoniques qui ne dépasse guère l’harmonique 8.

- avec "deux" cavités buccales : on chante avec la voix de gorge, on prononce la lettre L, dès que la pointe de la langue touche le centre de la voûte palatine, on maintient cette position, on prononce ensuite la voyelle Ü avec toujours la pointe de la langue collée fermement contre le point de fixation entre le palais dur et le palais mou, on contracte les muscles du cou et ceux de l’abdomen pendant le chant comme si on essayait de soulever un objet très lourd, on donne un timbre très nasalisé en l’amplifiant à travers les fosses nasales, on prononce ensuite les deux voyelles I et Ü (ou bien O et A) liées mais alternées l’une après l’autre en plusieurs fois. Ainsi sont obtenus le bourdon et les harmoniques en pente ascendante et descendante selon le désir du chanteur. On varie la position des lèvres ou celle de la langue pour moduler la mélodie des harmoniques. La forte concentration musculaire augmente la clarté harmonique.

- avec la base de la langue remontée et mordue par les molaires supérieurs pendant que le son de gorge est produit sur les deux voyelles I et Ü liées et répétées plusieurs fois pour créer une série d’harmoniques descendants et ascendants. Cette série d’harmoniques se situe entre 2 kHz et 3,5 kHz. Cette méthode ne permet pas le contrôle de la mélodie formantique et n’est qu’une démonstration expérimentale sur les possibilités de timbre harmonique.

Dans les années 1980, l’analyse comparée des spectrogrammes fibroscopiques, stroboscopiques, laryngoscopiques et ceux du Sona-Graph a permis de classer pour la première fois les différents styles de chant diphonique d’Asie et d’Afrique du Sud en fonction des résonateurs, des contractions musculaires et des ornementations :
- en mettant en évidence le bourdon harmonique et la mélodie fondamentale, ce qui est le contraire du principe initial du chant diphonique traditionnel ;
- en croisant les deux mélodies (fondamentale et harmoniques) et en explorant le chant triphonique ;
- en mettant en évidence les trois zones harmoniques sur la base d’un même son fondamental.

## Aspect historique
La découverte et l'étude du chant diphonique remonte au XIXe siècle. M. Rollin, professeur au Conservatoire de Paris, au XIXe siècle, a dit qu’à la Cour de Charles le Téméraire, un baladin chantait à deux voix simultanées, la deuxième étant à la quinte de la première.
Manuel Garcia junior, dans son Mémoire sur la voix humaine présenté à l’Académie des Sciences le 16 novembre 1840, a signalé le phénomène à double voix chez les paysans russes. Plusieurs voyageurs ont rapporté dans leurs récits de voyages qu’au Tibet se pratiquait le dédoublement de la voix pendant certaines récitations de mantras. Mais cette constatation n’était pas prise au sérieux.
En 1934, des chercheurs russes enregistrèrent des disques 78 tours de chant diphonique chez les Touvains ; étudiés par Aksenov, ils sont l'objet d'un article (publié en 1964 en URSS et traduit en allemand en 1967 et en anglais en 1973) considéré comme le premier sur le chant diphonique d’une grande valeur scientifique. Depuis, de nombreux chercheurs, acousticiens, ethnomusicologues, ont essayé de « dévoiler » les mystères du chant diphonique. On peut en citer quelques-uns : Lajos Vargyas (Hongrie, 1967), Emile Leipp (France, 1971), Gilles Léothaud (France, 1971), Roberte Hamayon et Mireille Helffer (France, 1973), Suzanne Borel-Maisonny (France, 1974), Trần Quang Hải (France, 1974), Richard Walcott (États-Unis, 1974), Sumi Gunji (Japon, 1980), Roberto Laneri (1983), Lauri Harvilahti (Finlande, 1983), Alain Desjacques (France, 1984), Ted Levin (États-Unis, 1988), Carole Pegg (Grande-Bretagne, 1988), Graziano Tisato (Italie, 1988), Hugo Zemp (France, 1989), Mark Van Tongeren (Pays-Bas, 1993).
Des appellations diverses furent proposées par des chercheurs français au cours des trente dernières années : « chant diphonique » (Emile Leipp, Gilles Léothaud en 1971, Tran Quang Hai en 1974), « voix guimbarde » (Roberte Hamayon et Mireille Helffer, 1973), « chant diphonique solo » (Claudie Marcel-Dubois, 1978), « chant diplophonique » (diplo en grec signifiant « deux », la diplophonie, terme d’origine médicale, désigne l’existence simultanée de deux sons de hauteur différente dans le larynx, Tran Quang Hai, 1993) et « chant biformantique » (chant à deux formants, Tran Quang Hai, 1994). Le terme de « chant harmonique » est plus délicat car chaque chant, quel que soit le type de voix, est créé par une série d’harmoniques renforcés différemment et sélectionnés suivant la volonté du chanteur pour créer une mélodie.
Des chanteurs ou compositeurs comme Trần Quang Hải (France, 1975), Demetrio Stratos (Italie, 1977), Roberto Laneri (Italie, 1978), David Hykes et son Harmonic Choir (États-Unis, 1983), Joan La Barbara (États-Unis, 1985), Meredith Monk (États-Unis, 1980), Michael Vetter (Allemagne, 1985), Christian Bollmann (Allemagne, 1985), Michael Reimann (Allemagne, 1986), Noah Pikes (Angleterre, 1985), Tamia (France, 1987), Quatuor Nomad (France, 1989), Valentin Clastrier (France, 1990), Bodjo Pinek (Yougoslavie, 1987), Josephine Truman (Australie, 1987), Iegor Reznikoff (France, 1989), Rollin Rachelle (Pays-Bas, 1990), Thomas Clements (France, 1990), Sarah Hopkins (Australie, 1990), Mauro Bagella (Italie, 1995), Lê Tuân Hùng (Australie, 1996), Christian Zehnder (2009) Véronique et Denis Fargeot (2003, 2008, 2013), Iannis Psallidakos (2021, 2023) ont introduit l’effet du chant diphonique dans les musiques actuelles (world music, new age, etc.), dans leurs performances et dans la musique électro-acoustique.
Des musicothérapeutes, tels que Jill Purce (Royaume-Uni), Dominique Bertrand (France), Catherine Darbord (France), Philippe Barraqué (France) ont utilisé la technique du chant diphonique comme moyen thérapeutique reprenant une tradition chamanique, parfois combiné avec la gymnastique holistique dans le but de soigner les gens par les vibrations harmoniques et les mouvements corporels.

## Films
Maîtres de chant diphonique (Masters of Mongolian Overtone Singing- Mongol khöömiich), un documentaire de Jean-François Castell, Les Films Du Rocher/La Curieuse, 2010 -
Prix Bartok du meilleur film ethnomusicologique au 30e Festival International Jean Rouch 2011 2013 - Prix vague émeraude du Festival 7e art et science, Noirmoutier, 2012 - Prix Coup de pouce du Festival du film de chercheur, Nancy, 2011 - Prix Bartók de la Société française d'ethnomusicologie au 30e Festival Jean Rouch, Bilan du film ethnographique, 2011 - Meilleur documentaire au Festival Aux quatre coins du monde, 2010 - Sélection « Coup de cœur » au Festival Écrans de l'aventure
DVD - mars 2012 : « Maitres de chant diphonique », 53 minutes (+ 30 minutes bonus), Version française, anglaise et mongole, Coproduction Les Films du Rocher / La Curieuse
Le Chant des harmoniques, coauteurs : Tran Quang Hai & Hugo Zemp, réalisateur : Hugo Zemp, CNRS Audio-visuel, film 16 mm, 38 minutes, couleur, 1989 - Grand Prix du film scientifique à Parnü (Estonie), 1990, Prix Spécial de Recherche Scientifique, Palaiseau, 1990, Grand Prix du Film scientifique, Montréal, 1991 (réédition en DVD en 2005 - version française et en DVD en 2006 - version anglaise)
Le Chant diphonique, coauteurs : Tran Quang Hai & Luc Souvet, DVD, 28 minutes, CRDP, Saint Denis, Ile de la Réunion, 2004.